# Periplaneta fulva
Periplaneta fulva es una especie de cucaracha, un insecto blatodeo de la familia Blattidae.

## Taxonomía
Fue descrito por primera vez en 1969 por Bei-Bienko. 